# ليونيل كروفورد
ليونيل كروفورد (بالإنجليزية: Lionel Crawford)‏ هو أحيائي بريطاني، ولد في 1932.